# 迪特罗德
迪特罗德（德語：Dieterode）是德国图林根州的市镇，隶属于艾希斯费尔德县。总面积为2.78平方千米，截至2023年12月31日总人口为75人。